# Целувката (картина на Густав Климт)
„Целувката“ („Любовници“) е картина, нарисувана от австрийския художник-символист Густав Климт между 1908 и 1909 година, в зенита на неговия „Златен период“, когато той рисува голям брой творби в подобен стил и техника на позлата.
Платното с формата на точен квадрат изобразява двойка прегърнати мъж и жена, облечени в туники, украсени както в геометричния стил, характерен за съвременното на картината течение „ар нуво“, така и с органичните форми от по-ранното течение на изкуствата и занаятите. Творбата е изпълнена с маслени бои и слоеве златни люспици, което ѝ придава модерно, но и наситено с емоционални спомени излъчване. Картината е притежание на Австрийската галерия в двореца Белведере, Виена и е широко приета като един от шедьоврите на ранния модернизъм. Смятана е за най-популярната творба на Климт и за символ на виенското ар нуво или още югендщил.

## Предистория
Картината „Целувката“ е нарисувана скоро след като Климт завършва трите си стенописа на тавана на Виенския университет, заради които избухва скандал и са критикувани като „порнография“ и „перверзна невъздържаност“. Тези творби извоюват на художника слава на L'enfant terrible, заради неговите анти-авторитарни и анти-популистки възгледи за изкуството. По този повод той пише: „Ако не можеш да задоволиш всеки с делата и изкуството си, опитай да задоволиш малцина“ – цитат от Фридрих фон Шилер, който Климт изрисува върху картината си от 1899 г. „Nuda Veritas“ („Голата истина“). За разлика от серията стенописи, „Целувката“ е посрещната с ентусиазъм и веднага си намира купувач. 

## Описание
Климт обрисува двойката в момент на интимност на фона на плосък, екстравагантно блестящ мотив. Създаваният от фона конфликт между дву- и триизмерността е характерен за творбите на Дега и на други модернисти. Двете фигури положени на ръба на отрязък, загатващ за поляна с цветя. Мъжът е облечен в роба с черни и бели правоъгълници, неравномерно разпръснати върху позлата с декорация на спирали. На главата си носи венец от лозови листа. Жената е обрисувана в плътно прилепваща рокля с подобни на цветя кръгли и овални мотиви на фона на успоредни вълнообразни линии. В косата ѝ са вплетени цветчета и на форма наподобява кръгъл ореол около лицето ѝ, завършващ под брадичката като колие от цветя. Подобно разположени фигури на двойки се появяват и в други две творби на Климт: „Бетовенов фриз“ и Stoclet Frieze. Главата на мъжа е разположена много близо до края на платното, което е нехарактерно за традиционната за западния канон композиция, и отразява влиянието на японската живопис, както в този детайл, така и в цялостната опростена композиция.
Смята се, че модели за тази картина са самият Климт и спътницата в живота му, модната дизайнерка Емили Фльоге, но няма доказателство или писмено свидетелство в подкрепа на това твърдение. Други смятат, че жената на картината е модел, известна като „Червената Хилда“; поради силната прилика с модела на картините на Климт „Жена с боа от пера“, „Златната рибка“ и „Даная“.
Позлатата в картините на Климт е вдъхновена от пътуване до Италия, което той предприема през 1903 година. Когато посещава Равена, той вижда византийските мозайки в базиликата Сан Витале. За Климт плоскостта на мозайките и липсата на перспектива и дълбочина при тях само подсилват златното им сияние. Това го подтиква и той да започне от този момент да използва златна и сребърна декорация в собствените си творби насетне.

## Влияние
През 2013 г. сирийският художник Таммам Аззам прави свръхувеличено копие на „Целувката“ върху фасадата на полуразрушена от бомбардировките сграда в Дамаск. Правоъгълниците върху робата на мъжа от картината съответстват на местата на избитите дупки в стената на сградата. Аззам нарича творбата си „Графити на свободата“ и с нея призовава за внимание към тежкото военно положение в родината му.